# Edsbodskogen
Edsbodskogen är ett naturreservat i Ullångers socken i Kramfors kommun, Ångermanland. Reservatet domineras av granskog som skyddats för att den har en av länets största förekomster av den rödlistade långskägglaven (Usnea longissima). Reservatet har fått sitt namn efter den fäbod som tidigare låg här.
Inom två kilometers avstånd ligger ytterligare två reservat som är långskäggslokaler, Godgrubberget och Lidberget.

## Bildande av reservat
Förekomsten av långskägg observerades redan 1944. 1995 gjordes ytterligare fynd vid en inventering som SCA utförde. SCA registrerade då en nyckelbiotop inom området.
Länsstyrelsen inventerade Edsbodskogen för första gången 2001 och gjorde ytterligare fynd av långskägg. Området byttes sedermera in mot annan mark vintern 2014 och inrättades som reservat i juni 2015.

## Lavar och tickor
Som i de flesta gammelskogar finns det gott om hänglavar och tickor. Förutom långskägg kan nämnas: Granticka (Phellinus chrysoloma), doftskinn (Cystostereum murrayi), trådticka (Climacocystis borealis), rosenticka (Fomitopsis rosea), rynkskinn (Phlebia mellea), ullticka (Phellinidium ferrugineofuscum), gränsticka (Phellopilus nigrolimitatus), harticka (Inonotus leporinus) och kötticka (Leptoporus mollis).